# M̈
Cette page contient des caractères spéciaux ou non latins. S’ils s’affichent mal (▯, ?, etc.), consultez la page d’aide Unicode.
M̈ (minuscule : m̈), appelé M tréma, est un graphème utilisé dans l’écriture de l’araki, du mavea et de l’ocaina. Elle est aussi utilisée dans certaines romanisations du taishanais. Il s’agit de la lettre M diacritée d'un tréma.

## Utilisation
‹ m̈ › est utilisé dans l’orthographe de quelques langues océaniennes telles que l’araki pour noter le son /n̼/, une consonne linguo-labiale nasale.

## Représentations informatiques
Le M tréma peut être représenté avec les caractères Unicode suivants (latin de base, diacritiques) :
| formes    | représentations | chaînes de caractères | points de code | descriptions                                |
| --------- | --------------- | --------------------- | -------------- | ------------------------------------------- |
| capitale  | M̈               | M◌̈                    | U+004D U+0308  | lettre majuscule latine m diacritique tréma |
| minuscule | m̈               | m◌̈                    | U+006D U+0308  | lettre minuscule latine m diacritique tréma |